# Batalla de Tesalónica (segunda de 1040)
La batalla de Tesalónica (en búlgaro: Битка при Солун, en griego: Μάχη της Θεσσαλονίκης) tuvo lugar en el otoño de 1040 cerca de la ciudad de Tesalónica en la Grecia contemporánea entre los búlgaros y los bizantinos. La batalla terminó con una victoria bizantina.

## Orígenes del conflicto
La noticia de los éxitos de la sublevación de Pedro Deljan que estalló a principios de 1040 en Belgrado pronto llegó a Armenia, donde muchos nobles búlgaros fueron reasentados después de la caída del Primer Imperio búlgaro en 1018. El más influyente de ellos fue Alusian, el segundo hijo del último zar búlgaro Iván Vladislav. Vestido de soldado mercenario fue a Constantinopla desde donde se las arregló para llegar a Bulgaria, a pesar del estricto control.

## La batalla
Su llegada agitaría más las tensiones en el campamento rebelde porque Alusian también podría reclamar el trono y se mantuvo en secreto su origen hasta que encontró partidarios. Pedro Deljan dio la bienvenida a su primo, aunque sabía que Alusian podría ser un candidato potencial para su corona. Pedro dio a Alusian un ejército de cuarenta mil hombres para atacar Tesalónica, la segunda ciudad más grande en el Imperio bizantino.
Alusian demostró ser un general incapaz: cuando llegó a la ciudad atacó al ejército bizantino con sus tropas agotadas. Los búlgaros no podían luchar con eficacia y fueron derrotados. Sufriendo muchas bajas de hasta quince mil que perecieron en la batalla. Alusian huyó del campo de batalla dejando a sus fuerzas atrás.

## Consecuencias
La catástrofe de Tesalónica empeoró las relaciones entre Pedro Deljan y Alusian. Cuanto más tarde se avergonzaba de la derrota y Deljan sospechaba una traición. Alusian decidido actuar primero y después de una fiesta a principios de 1041 cegó al zar. Después trató de continuar la rebelión, pero fue derrotado una vez más y decidió cambiar de bando y abandonó a su ejército. Su traición fue recompensada con creces.
Aunque estaba ciego, Pedro enfrentó a los bizantinos con el resto del ejército búlgaro, pero fue derrotado en la batalla de Ostrovo ese mismo año y la rebelión fue sofocada.